# Радослав Великов
Радослав Маринов Великов (болг. Радослав Маринов Великов, 2 вересня 1983, Куцина, Великотирновська область) — болгарський борець вільного стилю, бронзовий олімпійський медаліст, чемпіон світу, багаторазовий призер чемпіонатів Європи.

## Біографія
Боротьбою займається з 2000 року. Перший тренер: Лако Лаков, особистий тренер Симеон Щерев. Виступав за клуби: «Царевец-Етър-93» (Велико Тирново), «Олімпік», (Тетевен), «Левські».

## Виступи на Олімпіадах
| Змагання                    | Збірна   | Вагова категорія | Місце  |
| --------------------------- | -------- | ---------------- | ------ |
| Літні Олімпійські ігри 2004 | Болгарія | 55.0 кг          | 9      |
| Літні Олімпійські ігри 2008 | Болгарія | 55.0 кг          | Бронза |
| Літні Олімпійські ігри 2012 | Болгарія | 55.0 кг          | 5      |

## Виступи на чемпіонатах світу
| Змагання                        | Збірна   | Вагова категорія | Місце  |
| ------------------------------- | -------- | ---------------- | ------ |
| Чемпіонат світу з боротьби 2005 | Болгарія | 55.0 кг          | Срібло |
| Чемпіонат світу з боротьби 2006 | Болгарія | 55.0 кг          | Золото |
| Чемпіонат світу з боротьби 2007 | Болгарія | 55.0 кг          | 13     |
| Чемпіонат світу з боротьби 2009 | Болгарія | 55.0 кг          | 12     |
| Чемпіонат світу з боротьби 2010 | Болгарія | 55.0 кг          | 7      |
| Чемпіонат світу з боротьби 2011 | Болгарія | 55.0 кг          | Срібло |

## Виступи на чемпіонатах Європи
| Змагання                         | Збірна   | Вагова категорія | Місце  |
| -------------------------------- | -------- | ---------------- | ------ |
| Чемпіонат Європи з боротьби 2005 | Болгарія | 55.0 кг          | Срібло |
| Чемпіонат Європи з боротьби 2007 | Болгарія | 55.0 кг          | Бронза |
| Чемпіонат Європи з боротьби 2008 | Болгарія | 55.0 кг          | 9      |
| Чемпіонат Європи з боротьби 2009 | Болгарія | 55.0 кг          | Бронза |
| Чемпіонат Європи з боротьби 2010 | Болгарія | 55.0 кг          | Срібло |
| Чемпіонат Європи з боротьби 2011 | Болгарія | 55.0 кг          | 11     |
| Чемпіонат Європи з боротьби 2012 | Болгарія | 55.0 кг          | Бронза |

## Виступи на Європейських іграх
| Змагання              | Збірна   | Вагова категорія | Місце |
| --------------------- | -------- | ---------------- | ----- |
| Європейські ігри 2015 | Болгарія | 61 кг            | 5     |

## Виступи на інших змаганнях
| Змагання                                             | Збірна   | Вагова категорія | Місце  |
| ---------------------------------------------------- | -------- | ---------------- | ------ |
| Олімпійський кваліфікаційний турнір 2004             | Болгарія | 55 кг            | 4      |
| Золотий Гран-прі з боротьби 2006                     | Болгарія | 55 кг            | Срібло |
| Олімпійський кваліфікаційний турнір 2008             | Болгарія | 55 кг            | Золото |
| Золотий Гран-прі з боротьби 2008                     | Болгарія | 55 кг            | Бронза |
| Турнір Дана Колова — Николи Петрова 2008             | Болгарія | 60 кг            | Бронза |
| Турнір Дана Колова — Николи Петрова 2010             | Болгарія | 55 кг            | Золото |
| Золотий Гран-прі з боротьби 2010                     | Болгарія | 55 кг            | 5      |
| Кубок Імамалі Хабібі і Абдоллаха Мохамеда 2010       | Болгарія | 55 кг            | Золото |
| Турнір Яшара Догу 2011                               | Болгарія | 55 кг            | Срібло |
| Турнір Дана Колова — Николи Петрова 2011             | Болгарія | 55 кг            | Бронза |
| Золотий Гран-прі з боротьби 2011                     | Болгарія | 60 кг            | 9      |
| Київський Міжнародний турнір з вільної боротьби 2011 | Болгарія | 55 кг            | 5      |
| Меморіал Вацлава Циолковського 2011                  | Болгарія | 55 кг            | 16     |
| Вогні Москви 2011                                    | Болгарія | 55 кг            | Бронза |
| Турнір Дана Колова — Николи Петрова 2012             | Болгарія | 60 кг            | 5      |
| Турнір Дмитра Коркіна 2012                           | Болгарія | 60 кг            | Бронза |
| Всесвітні ігри бойових мистецтв 2013                 | Болгарія | 60 кг            | Срібло |
| Турнір Дана Колова — Николи Петрова 2014             | Болгарія | 61 кг            | 8      |
| Турнір Дана Колова — Николи Петрова 2015             | Болгарія | 61 кг            | 5      |
| Меморіал Іона Корнеану 2015                          | Болгарія | 61 кг            | Срібло |
| Меморіал Вацлава Циолковського 2015                  | Болгарія | 61 кг            | 5      |